# Musse Pigg som valfångare
Musse Pigg som valfångare (engelska: The Whalers) är en amerikansk animerad kortfilm med Musse Pigg och Kalle Anka från 1938.

## Handling
Musse Pigg, Kalle Anka och Långben är ute på valjakt, men drabbas av varsitt dilemma. Musse har problem när han kastar ut vatten ur en hink då vattnet hela tiden kommer tillbaka, Kalle har problem med ett gäng hungriga fåglar och Långben har problem med att avfyra en kanon.

## Om filmen
Filmen är den 101:a Musse Pigg-kortfilmen som producerades och den tredje som lanserades år 1938.

### Svenska utgivningar
Filmen hade svensk premiär den 5 december 1938 på biografen Regina i Stockholm och ingick i kortfilmsprogrammet Kalle Anka & C:o, tillsammans med sex kortfilmer till; Kalle Anka på rävjakt, Vinken, Blinken och Nick, Under vattenytan (ej Disney), Rytmer i sommarsol (med Sven Jerring), Kalle Anka vid Nordpolen och Kuckeliku! Klockan är sju!.
När filmen släpptes på svensk DVD fick den titeln Musse Pigg på valfångst.
Filmen har givits ut på DVD och finns dubbad till svenska.

## Rollista
| Roll       | Originalröst  | Svensk röst     |
| Kalle Anka | Clarence Nash | Andreas Nilsson |
| Långben    | Pinto Colvig  | Johan Lindqvist |